# Último discurso oficial de Nicolae Ceaușescu

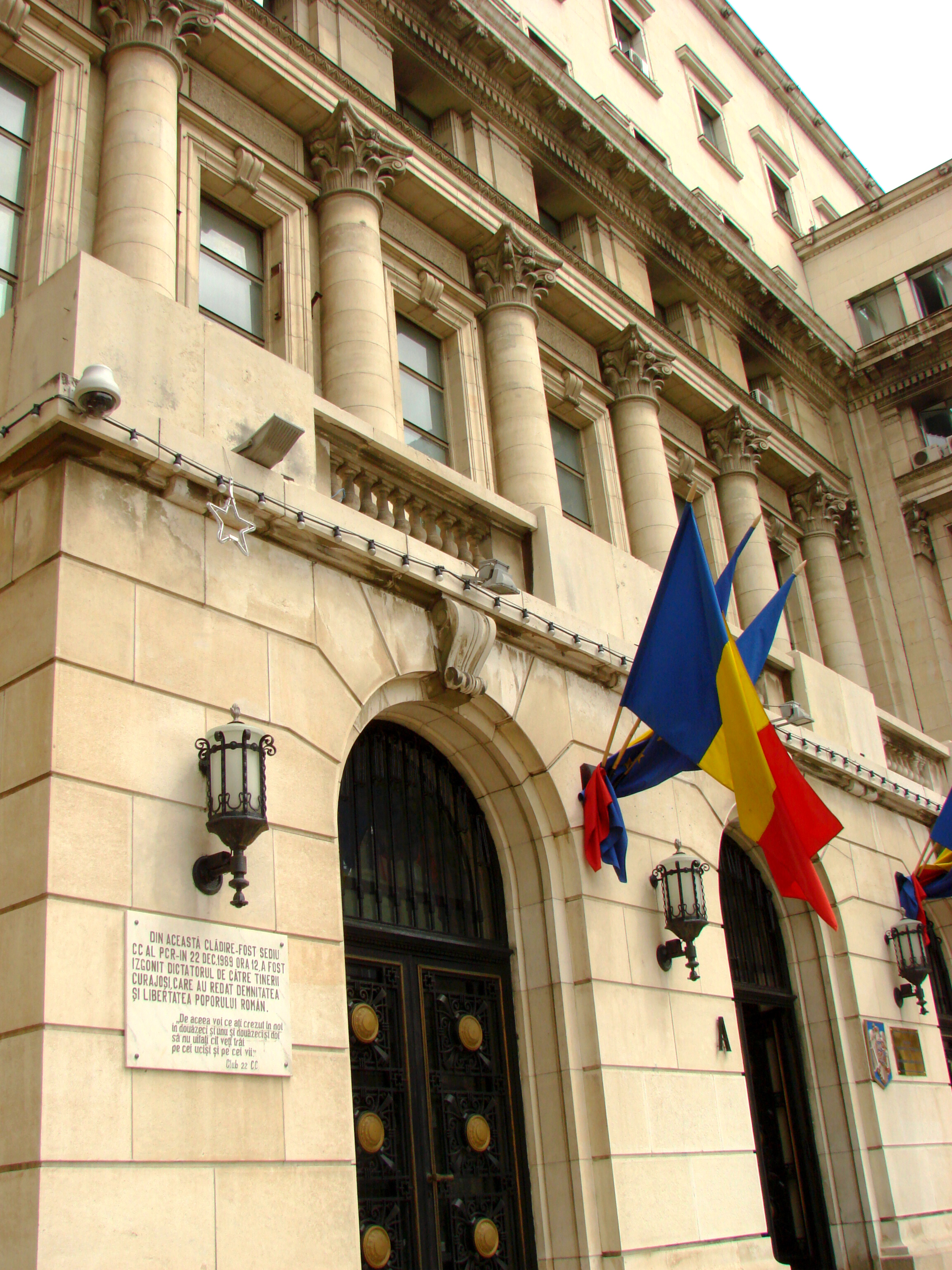
A antiga sede do Comitê Central do Partido Comunista Romeno (atualmente o Ministério do Interior) em Bucareste, onde Ceaușescu fez seu último discurso oficial

O último discurso oficial de Nicolae Ceaușescu, um dos mais decisivos momentos na Revolução Romena de 1989, foi proferido pelo ditador romeno em 21 de dezembro de 1989, em Bucareste.
Face à tensão crescente sobre uma rebelião em Timișoara, na qual, conforme os reportes, milhares foram mortos, Ceaușescu decidiu proferir um discurso em rede nacional de TV, defronte a uma multidão na Praça Gheorghe Gheorghiu-Dej (atualmente chamada Praça da Revolução) em Bucareste. O discurso era um evento anual, cuidadosamente planejado pelo regime, tanto para garantir o sucesso, quanto a aparência de apoio popular.[carece de fontes?]
Milhares de trabalhadores foram levados de ônibus para a praça sob ameaça de serem alvejados. Foram-lhes dados bandeiras vermelhas, faixas e grandes imagens de Ceaușescu e sua esposa. 
Os trabalhadores foram aumentado por pessoas que estavam nas redondezas e foram cercados na Calea Victoriei. A multidão, agora totalizando 80 mil pessoas, recebeu ordens sobre onde ficar, quando aplaudir, e o que cantar. 
As fileiras frontais eram compostas de oficiais de baixo nível do Partido Comunista e membros que agiam como líderes de torcida. Imediatamente à frente destes, havia agentes da Securitate à paisana e uma fileira de milícia policial, que mantinha a massa cerca de 30 metros da frente do prédio do Comitê Central.
Ceaușescu apareceu na sacada no prédio do Comitê Central e começou, como nos anos anteriores, com um discurso carregado da pomposidade usual. Entretanto, ele leu terrivelmente mal o humor da multidão, apenas as fileiras frontais davam suporte a Ceaușescu com aplausos e vivas, enquanto a maioria da multidão permanecia impassível. 
Aos oito minutos de discurso, alguns na multidão começaram a gritar, pois tiros aconteceram no fundo. Trabalhadores da usina de energia de Bucareste começaram a entoar "Ti-mi-șoa-ra! Ti-mi-șoa-ra!"— um canto que logo foi aderido pelos outros da multidão. Em resposta, Ceaușescu levantou sua mão direita, com esperança de silenciar a multidão, sua expressão atordoada permanece como um dos momentos definidores do fim do comunismo no Leste Europeu.[carece de fontes?]
Após muitas pessoas começarem a deixar a praça, Ceaușescu gritou no sistema de som para que a multidão "permanecesse sentada". Ele então tentou aplacar o ânimo da multidão, oferecendo elevar os salários dos trabalhadores em 200 lei mensais (cerca de US$18 na época, mas ainda assim, um aumento de 10%~20%) e as bolsas de estudo de 100 para 110 lei, enquanto continuava a louvar as conquistas dos últimos 42 anos. Ele não percebeu, porém, que uma revolução real estava iniciando-se bem à sua frente.
Seus guarda-costas apareceram, desapareceram, e, finalmente, apressou Ceaușescu a sair da sacada. Neste exato momento, muitos romenos comuns viram a fraqueza do regime de Ceaușescu's pela primeira vez.